# JR貨物UT7C形コンテナ
UT7C形コンテナ（UT7Cがたコンテナ）は、日本貨物鉄道（JR貨物）が輸送用として籍を編入している、20 ft形の私有コンテナ（タンクコンテナ）である。

## 概要
本形式の数字部位 「 7 」は、コンテナの容積を元に決定される。このコンテナ容積7 ㎥の算出は、厳密には端数を四捨五入計算の為に、内容積が6.5 - 7.4 ㎥の間に属するコンテナが対象となる。また形式末尾のアルファベット一桁部位 「 C 」は、コンテナの使用用途（主たる目的）が 「 危険品の輸送 」を表す記号として付与されている。

## 番台・番号別概説

### 0番台
1 - 3
日陸が所有し、三井東圧化学が借り受けるパラニトロクロールベンゼン専用コンテナ。
4
日陸が所有するインドール専用コンテナ。
5
日陸が所有し、タマ化学が借り受ける60%DCC専用コンテナ。

### 5000番台

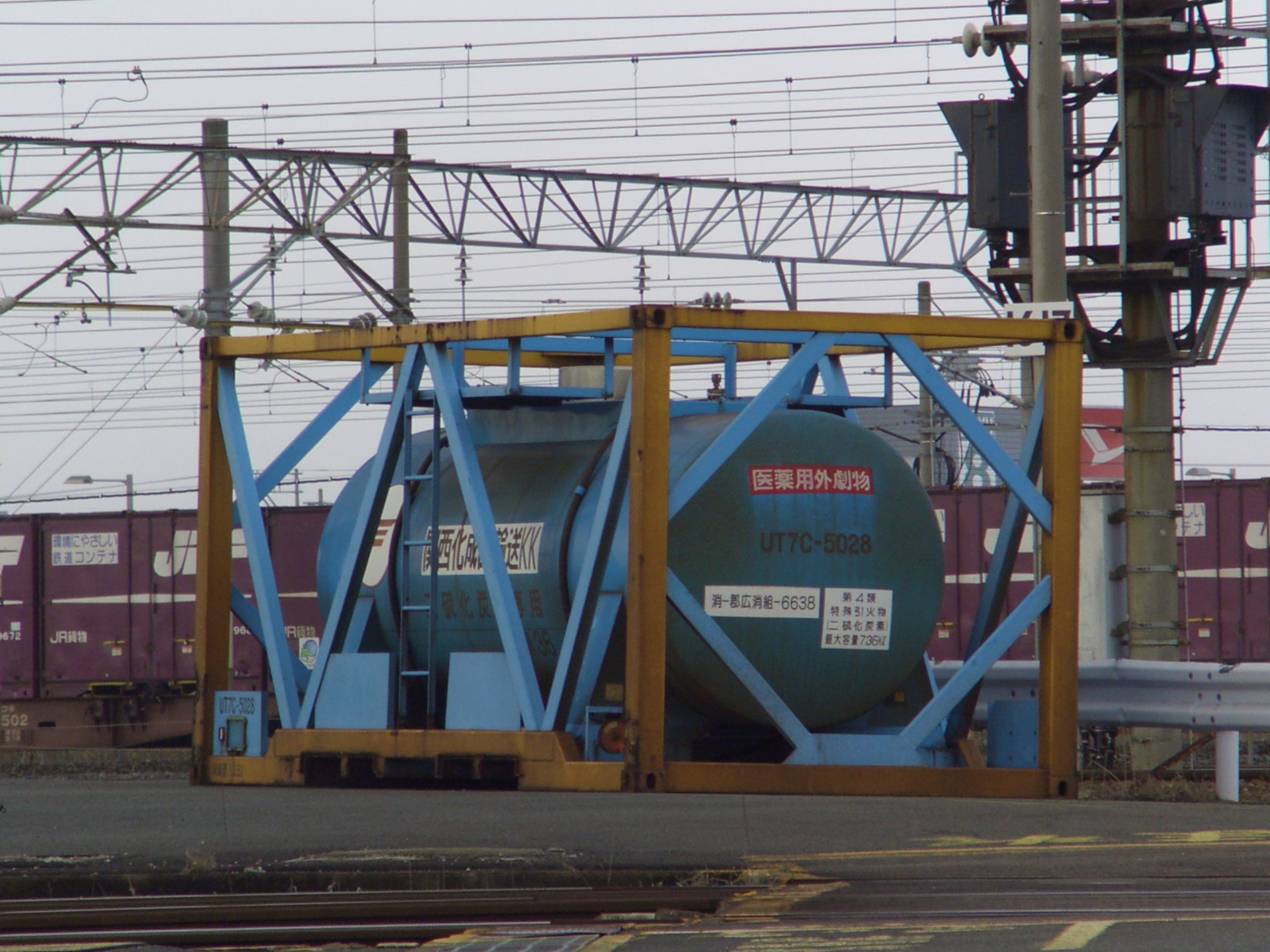
UT7C-5028（2007年4月1日撮影）

5001, 5002
日本石油輸送が所有するPPG専用コンテナ。
5003 - 5005
日陸が所有する臭化水素酸用コンテナ。
5006 - 5023
日本石油輸送が所有し、関西化成品輸送が借り受ける二硫化炭素専用コンテナ。
5024
日陸が所有する臭化水素用コンテナ
※ ただし、5024は東ソー物流の借り受けとなっている。
5025 - 5029
日本石油輸送が所有し、関西化成品輸送が借り受ける二硫化炭素専用コンテナ。
5030
日本化薬が所有するエポキシ樹脂専用コンテナ。
5031
北陸化成工業が所有するアルミン酸水溶液専用コンテナ。
5032
中央通運が所有する稀硝酸専用コンテナ。
5043
東ソー物流が所有する臭化水素酸専用コンテナ。総重量13.5t。